# Léon Ier d'Abkhazie

Léon Ier d’Abkhazie (en géorgien : ლეონ, Leon) est un duc impérial des Abkhazes de la dynastie des Antchabadzé, qui règne de 736 à 766/767, selon Cyrille Toumanoff, ou de  736/748 jusque vers 780 d’après les hypothèses récentes de Christian Settipani.

## Biographie
Léon est le fils ainé de Constantin II, duc des Abkhazes. Son nom n’est pas mentionné dans le Divan des rois d'Abkhazie consacré à la lignée maternelle ancestrale de Bagrat III de Géorgie.
Il est par contre le premier duc des Abkhazes à être longuement évoqué dans la Chronique géorgienne qui le considère comme un vassal de l’Empire byzantin et le nomme « Léon éristhaw impérial d’Aphkhazeth », et comme l’époux choisi par Artchil Ier le Martyr pour Gouarandoukht, la dernière fille de son frère le roi  Mihr de Kakhétie,.

## Postérité
Léon Ier d’Abkhazie laisse un fils, Démétre, mais c’est son frère cadet Théodore qui devient duc des Abkazes à sa mort. Cependant, Démètre ne figure pas dans les tables de Cyrille Toumanoff, qui considère que son successeur est son neveu Léon II d'Abkhazie.
Selon Christian Settipani, Démétre serait brièvement devenu duc des Abkhazes après son oncle Théodore, avant de disparaître pour être remplacé par Constantin, le fils aîné de Théodore, lui-même prédécesseur de son frère le « second Léon » de la Chronique géorgienne.

## Sources
- Marie-Félicité Brosset, Histoire de la Géorgie.
- Christian Settipani, Continuité des élites à Byzance durant les siècles obscurs. Les princes caucasiens et l'Empire du VIe au IXe siècle, Paris, de Boccard, 2006, 634 p. [détail des éditions] (ISBN 978-2-7018-0226-8), p. 462-463.
- Cyrille Toumanoff, Les dynasties de la Caucasie chrétienne de l'Antiquité jusqu'au XIXe siècle : Tables généalogiques et chronologiques, Rome, 1990, p. 73-74 et 535.